# 繁峙県
繁峙県（はんじ-けん）は中華人民共和国山西省忻州市に位置する県。

## 歴史
春秋時代いは晋により霍人邑が設置された。秦朝により霍人県が設置され、前漢により葰人県と改称、西晋の永嘉年間に廃止された。
前漢の時代に西部が鹵城県とされたが、後漢の建安年間には廃止された。
598年（開皇18年）、隋朝により繁畤県が設置された。1215年（貞祐3年）、金朝には堅州に昇格した。1369年（洪武2年）、明朝により繁峙県に改編され現在に至る。

## 行政区画
- 鎮:繁城鎮、砂河鎮、大営鎮、平型関鎮
- 郷:下茹越郷、光裕堡郷、集義荘郷、東山郷、金山鋪郷、神堂堡郷、岩頭郷